# Ошская область
Ошская область (кирг. Ош облусу) — административная единица Кыргызстана. Образована Указом Президиума Верховного Совета СССР от 21 ноября 1939 года. Административный центр — город Ош (в состав области не входит).

## История
Ошская область образована 21 ноября 1939 года. Позже из неё были выделены Джалал-Абадская (1990) и Баткенская (1999) области. В начале XXI века неоднократно была очагом антиправительственных выступлений (Тюльпановая революция).

## География
Северо-восточная часть расположена в отрогах Тянь-Шаня (Ферганский хребет), на юге и западе — горы Памиро-Алая: хребты Туркестанский, Алайский, Чон-Алайский (пик Ленина).
Климат — резко континентальный. Самые крупные реки — Кызылсу, Ак-Буура и Карадарья, которые используются для орошения земель.

## Административно-территориальное деление
В состав области входят 7 районов:
- Алайский район (административный центр — с. Гульча);
- Араванский район (административный центр — с. Араван);
- Кара-Кульджинский район (административный центр — с. Кара-Кульджа);
- Кара-Сууский район (включая эксклав Барак площадью около 4 км², окружённый Андижанской областью Узбекистана, административный центр — г. Кара-Суу);
- Ноокатский район (административный центр — г. Ноокат);
- Узгенский район (административный центр — г. Узген);
- Чон-Алайский район (административный центр — п. Дараут-Курган).

## Население
Вплоть до раннего Средневековья территория Ошской области была заселена индоевропейскими племенами иранского происхождения, из которых впоследствии сформировался основной массив ираноязычного (таджикского) и узбекского (смешанного ираноязычного и тюркоязычного) этноса.
Большая часть коренного индоевропейского населения была в большей (горы) или меньшей (долины) степени тюркизирована в ходе массовых переселений в XI—XVI веках.
В этот период районы Ошской области стали местом традиционного проживания киргизов — кочевников и скотоводов (см. тюркские народы). Долинная территория области также была заселена оседлыми сартами, из которых впоследствии развился узбекский этнос.
Ошская область является одной из трёх (наряду с Джалал-Абадской и Баткенской областями), где в приграничных с Узбекистаном районах проживает значительная диаспора этнических узбеков. В свою очередь, в трёх соседних узбекских областях (Андижан, Фергана, Наманган) проживает значительная киргизская диаспора.
В силу своего приграничного положения рядом с Узбекистаном и Таджикистаном, в области довольно высока доля различных этноязыковых меньшинств, хотя все они в настоящее время имеют преимущественно тюркско-азиатское происхождение и являются мусульманами.
По данным переписи 1999 года, в области проживало 1,177 млн жителей — 24,4 % населения страны, что делает область самой большой в Кыргызстане по количеству населения. А в 2011 году в ней насчитывалось уже 1 130 900 человек.
В горных районах плотность населения невысока, гораздо выше она в долинах, где она местами достигает 300—400 чел./км² при средней по области — 38,73 чел./км².
Для области характерны высокая рождаемость, низкая смертность, высокий естественный прирост и значительный уровень экономической эмиграции в последнее десятилетие, направленной в город Бишкек, Чуйскую область, а после 2000 года также в Казахстан и Россию.
По официальным данным, в 2010 году из Ошской области выехало 60 499 человек, что более чем на 10 000 больше, чем в 2009 году. Кроме того, большая часть населения области (около 70 %) — сельские жители.
Социально-экономическое развитие области в годы советской власти в сочетании с успехам медицины привели к значительному росту численности населения.
Нехватка земли и кризисные явления перестроечного и постсоветского периода дважды приводили к массовым межэтническим столкновениям: Ошским событиям 1990 года и Беспорядкам в Оше в 2010 году.

## Национальный состав
|               | Численность в 1989 году | %      | Численность в 1999 году | %      | Численность в 2020 году | %      |
| ------------- | ----------------------- | ------ | ----------------------- | ------ | ----------------------- | ------ |
| всего         | 712 643                 | 100,00 | 943 566                 | 100,00 | 1 104 248               | 100,00 |
| Киргизы       | 467 612                 | 65,62  | 647 422                 | 68,61  | 758 036                 | 68,65  |
| Узбеки        | 190 858                 | 28,89  | 250 776                 | 27,74  | 308 688                 | 27,95  |
| Уйгуры        | 6350                    | 0,89   | 9420                    | 1,00   | 11 181                  | 1,01   |
| Турки         | 5883                    | 0,83   | 9215                    | 0,98   | 10 934                  | 0,99   |
| Таджики       | 4376                    | 0,61   | 5443                    | 0,58   | 6711                    | 0,61   |
| Азербайджанцы | 5660                    | 0,79   | 2875                    | 0,30   | 3224                    | 0,29   |
| Русские       | 8501                    | 1,19   | 2721                    | 0,29   | 1552                    | 0,14   |
| Татары        | 3616                    | 0,51   | 1955                    | 0,21   | 1337                    | 0,12   |
| Дунгане       | 509                     | 0,07   | 676                     | 0,07   | 793                     | 0,07   |
| Казахи        | 504                     | 0,07   | 572                     | 0,06   | 493                     | 0,04   |
| Курды         | 335                     | 0,05   | 280                     | 0,03   | 287                     | 0,03   |
| Хемшилы       | …                       | …      | 306                     | 0,03   | 277                     | 0,03   |
| Туркмены      | 85                      | 0,01   | 22                      | 0,00   | 133                     | 0,01   |
| Украинцы      | 1625                    | 0,23   | 360                     | 0,04   | 126                     | 0,01   |
| Китайцы       | 1                       | 0,00   | 1                       | 0,00   | 100                     | 0,01   |
| Башкиры       | 279                     | 0,04   | 132                     | 0,01   | 73                      | 0,01   |
| Корейцы       | 156                     | 0,02   | 49                      | 0,01   | 47                      | 0,00   |
| Балкарцы      | 122                     | 0,02   | 7                       | 0,00   | 32                      | 0,00   |
| Чеченцы       | 61                      | 0,01   | 30                      | 0,00   | 16                      | 0,00   |
| Немцы         | 83                      | 0,01   | 12                      | 0,00   | 15                      | 0,00   |
| Каракалпаки   | 9                       | 0,00   | 10                      | 0,00   | 15                      | 0,00   |
| Тюрки         | 0                       | 0,00   | 54                      | 0,01   | 13                      | 0,00   |
| Болгары       | 5                       | 0,00   | 27                      | 0,00   | 11                      | 0,00   |
| Армяне        | 445                     | 0,06   | 15                      | 0,00   | 10                      | 0,00   |
| Чуваши        | 50                      | 0,01   | 31                      | 0,00   | 7                       | 0,00   |
| другие        | 518                     | 0,07   | 155                     | 0,02   | 137                     | 0,02   |

## СМИ
В области выходят 3 областных газеты:
- Ош жаңырыгы (на киргизском);
- Уш садоси (на узбекском);
- Эхо Оша (на русском).